# Роберт Цукеркандль
Роберт Цукеркандль (нім. Robert Zuckerkandl 1856—1926) — австрійський юрист і захисник демократії та прав людини, економіст. Народився у видатній єврейській родині 5 грудня 1856 року в містечку Дьйор (нині Угорщина), де з раннього віку долучався до мистецтва та наук. Його батько Леон Цукеркандль (1819—1899) походив із села Бонди на Мазурах. Його мати Елеонора (1828—1900) була уродженою Кеніг. Пізніше його родина переїхала до Відня. Він був особливо захоплений музикою та чудово грав на фортепіано. 
Після школи він вивчав юриспруденцію у Віденському університеті, отримав докторський ступінь (1878) і пройшов габілітацію у Карла Менгера. 
З жовтня 1882 до середини 1888 Цукеркандль був редактором Oesterreichische Eisenbahn-Zeitung.
Після закінчення навчання Роберт розпочав свою юридичну кар'єру, працюючи у Міністерстві юстиції Австрії. Однак незабаром він заснував власну юридичну фірму, яка спеціалізувалася на корпоративному та комерційному праві. У 1894 році він став доцентом Німецького університету в Празі, змінивши Еміля Сакса на посаді професора разом з Фрідріхом фон Візером і отримав звання повного професора в 1896 році. 
У 1889 році, ще до того, як він став судовим адвокатом у Відні, була опублікована його монографія з догматико-історичку монографію «Про теорію ціни» (нім. Zur Theorie des Preises). У 1894 році він став наступником Еміля Сакса і Фрідріха фон Візера на посаді доцента в Німецькому університеті в Празі, а в 1896 році був призначений професором. Своїми працями та викладанням Цукеркандль зробив значний внесок у поширення ідей Австрійської школи.
Юридична діяльність Роберта не обмежувалася межами Австрії, і він багато подорожував, представляючи інтереси клієнтів у різних країнах. Він також брав участь у створенні Австро-Угорського банку, який на той час був одним із найбільших банків у Європі. Його робота над цим проектом принесла йому визнання та повагу колег у світі бізнесу.
Незважаючи на свій успіх, Роберт залишався вірним своїм переконанням у демократії та правах людини. Він був захисником прав жінок і брав активну участь у русі за виборче право в Австрії, а також обіймав посаду президента єврейської громади Відня з 1912 по 1918 рік, протягом якого невпинно працював над покращенням життя єврейської громади Відня.
Роберт вважався обдарованим письменником та опублікував кілька статей на юридичні та політичні теми. Він також був активним членом кількох інтелектуальних кіл Відня, до яких входили такі визначні особи, як Зігмунд Фрейд і Густав Малер. Його роботи та ідеї користувалися великою повагою колег, і він вважався важливим мислителем у галузі права та політики.

## Публікації
- Zur Theorie des Preises mit besonderer Berücksichtigung der geschichtlichen Entwicklung der Lehre, Wien 1889, 2., unveränderte Aufl. Stein & Co., Leipzig 1936, ISBN 978-90-6090-121-2.
- Die klassische Werttheorie und die Theorie vom Grenznutzen. In: Jahrbücher für Nationalökonomie und Statistik, Band 21 (55), Nr. 5, 1890.
- Preis. In: Handwörterbuch der Staatswissenschaften, Band 5, 1893, S. 225–251. — Volltext online.
- Die Konsumsteuern im österreichisch-ungarischen Ausgleich, Wien 1907.
  - In: Zeitschrift für Volkswirtschaft, Sozialpolitik und Verwaltung, Band 16, 1907, S. 355–425. — Volltext online.
- Karl Menger, Sonderabdruck, Wien s. a.
  - In: Zeitschrift für Volkswirtschaft, Sozialpolitik und Verwaltung, Band 19, 1910, S. 251–264. — Volltext online.
- Paul Sander, Professor der Wirtschaftsgeschichte an der Universität zu Prag, Prag 1920.
  - Paul Sander. Nachruf. In: Bericht des Rektors der deutschen Universität zu Prag für die Studienjahre 1918/19 und 1919/20, Prag 1920.